# Capín

Capín a sekera ve znaku obce Čierny Balog

Capín (též sapina) je nástroj, používaný lesními dělníky k manipulaci s velkou kulatinou, zvláště k její nakládce a vykládce.
Podobá se trochu motyce, ale slouží především jako páčidlo. Násada je stejná jako u krumpáče a mohutná kovová část, skloněná v úhlu zhruba 45°, je zakončena malým zahnutým hrotem.
Capín je také součástí znaků některých lesnických obcí. Příkladem může být znak slovenské obce Čierny Balog.